# Gietelo
Gietelo (Nedersaksisch: Gietel) is een buurtschap in de Nederlandse gemeente Voorst, provincie Gelderland. Zij ligt tussen Wilp en Voorst, ten zuiden van Bussloo.
In Gietelo komen de N345 en de N790 samen in een rotonde. Een markant punt aan deze rotonde is ambachtelijke bakkerij Bril, die hier sinds halverwege de 19e eeuw gevestigd is, en grote regionale bekendheid geniet. Het meest in het oog springende gebouw was verder tot 2017 woonservicecomplex 'De Nieuwenhof'. Dit is gesloopt en vervangen door een veel kleiner gebouw iets ten zuiden daarvan. Vanaf de buurtschap is de Nijenbeekseweg de toegangsweg naar kasteel Nijenbeek, circa twee kilometer naar het oosten aan de IJssel.

## Sport en recreatie
Door Gietelo loopt de Europese wandelroute E11, ter plaatse beter bekend als het Marskramerpad. De route komt vanuit Klarenbeek en gaat na Gietelo via de IJsseldijk door richting Wilp.

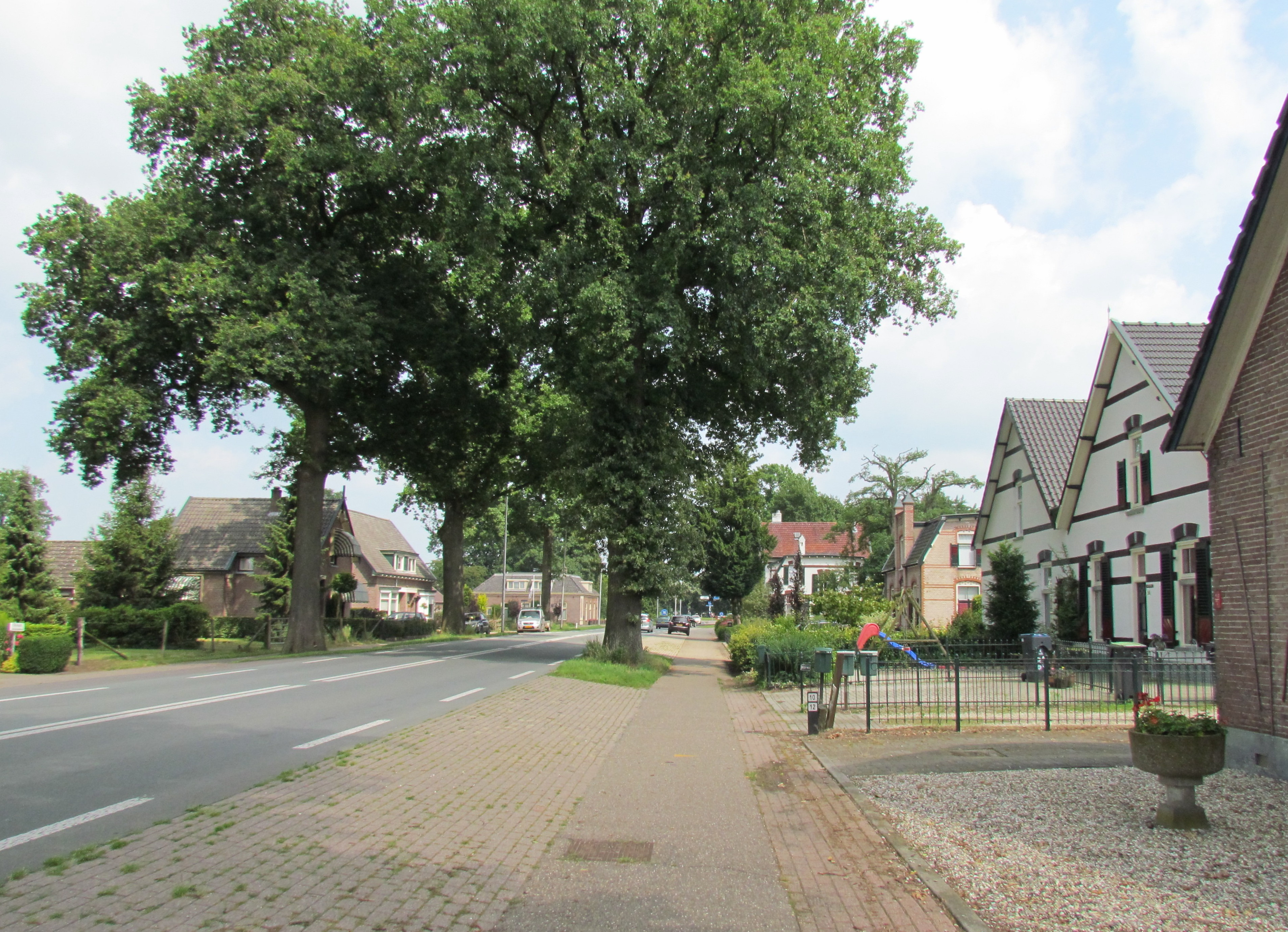
Rijksstraatweg, Gietelo